# Мануель Мехуто Гонсалес
Мануель Енріке Мехуто Гонсалес (ісп. Manuel Enrique Mejuto González, нар. 16 квітня 1965, Ла-Фельгера) — іспанський футбольний суддя, арбітр категорії ФІФА у 1999—2010 роках.

## Кар'єра

### Загальна характеристика
Працював на чемпіонатах Іспанії в Терсері, Сегунді Б, Сегунді і Ла Лізі з 1987 по 2010 роки включно. В 1993 році був визнаний найкращим суддею Терсери, в 1994 році — дебютував в Сегунді, а 16 вересня 1995 року провів перший матч Ла Ліги. Удостоювався честі обслуговувати провідні матчі Ла Ліги, в тому числі ігри Ель Класіко.
Міжнародну кар'єру арбітра ФІФА розпочав у 1999 році з матчу збірних Італії і Норвегії, а перший матч у Лізі чемпіонів УЄФА судив 19 вересня 2001 року.
Всього в його активі три матчі Кубка УЄФА і 37 матчів Ліги чемпіонів УЄФА. Як суддя збірних, Мехуто Гонсалес працював на Євро-2004 а Португалії, де судив два матчі, і Євро-2008. У 2013 році зайняв 11-е місце у рейтингу найкращих футбольних суддів в історії спорту за версією IFFHS.

### Суддівство клубних матчів
У 2005 році Мехуто Гонсалес судив стамбульський фінал Ліги чемпіонів УЄФА. Також працював на матчі чемпіонату Росії 16 жовтня 2005 року між «Спартаком» і «Зенітом».
У Лізі чемпіонів УЄФА 2006/07 одним з найбільш відомих матчів для нього став матч «Селтіка» і «Манчестера Юнайтед», коли шотландський клуб переміг 1:0 — на останній хвилині Мехуто Гонсалес призначив пенальті у ворота шотландців за гру рукою Шона Малоні (той намагався заблокувати удар Кріштіану Роналду), однак Артур Боруц відбив «з точки» удар Луї Саа і допоміг шотландському клубу вийти в плей-оф.
Також Гонсалес судив і інші зустрічі, в тому числі з румунськими клубами, однак у більшості випадків румунські клуби терпіли невдачу в клубних зустрічах. Внаслідок цього Мехуто Гонсалеса румунська преса прозвала «Містером Невезіння».

### Суддівство збірних
Судив матч збірних Уельс — Росія (0:1) в 2003 році в рамках стикових ігор відбору на чемпіонат Європи 2004 року. У відборі до Євро-2008 Мехуто Гонсалес судив гру збірних Італії та Шотландії на «Гемпден-Парк» 17 листопада 2007 року, яку шотландці програли 1:2 і вибули з боротьби за місце на Євро-2008. Після гри багато шотландських вболівальників звинуватили іспанця в крайній суб'єктивності: той нібито намагався протягом матчу не допустити непотрапляння діючого чемпіона світу на чемпіонат Європи.
На Євро-2008 Мехуто Гонсалес прославився в матчі Австрії та Німеччини тим, що вперше в історії чемпіонатів Європи вилучив з поля тренерів команд. Йоахіма Льова і Йозефа Гіккерсбергера за сперечання з резервним арбітром Мехуто Гонсалес вигнав з технічної зони і велів їм відправитися додивлятися матч на трибуни. Преса обох країн обурилася рішенням судді, а австрійці затаврували іспанця «сліпим» і «марним» арбітром.

### Завершення кар'єри
Одну з останніх ігор як суддя збірних він провів 10 жовтня 2009 року між Швецією і Данією. 19 травня 2010 року провів свою останню гру в статусі головного арбітра — фінал Кубка Іспанії між «Севільєю» і «Атлетіко Мадрид» (2:0).

## Нагороди
- Трофей Гурусети (приз найкращому арбітру Прімери за версією газети Marca): 2001/2002, 2002/2003, 2003/2004
- «Золотий свисток» (ісп. Silbata de Oro), приз найкращому судді Сегунди (1993/1994) і Ла Ліги (2003/2004)
- Суддя року в Іспанії за версією журналу Don Balón: 1996/1997, 1998/1999, 2002/2003, 2005/2006, 2007/2008

## Особисте життя
За професією — держслужбовець (бухгалтер). Вільно володіє англійською мовою. Хобі — читання, музика, кіно, спортивні ігри, стрибки у воду. Одружений, є син.